# تومويوشي إكييا
تومويوشي إكييا (باليابانية: 池谷 友良) (17 يونيو 1962 في شيزوكا في اليابان – )؛ هو لاعب كرة قدم ياباني سابق كان يلعب كلاعب وسط.

## وصلات خارجية
- تومويوشي إكييا على موقع قاعدة بيانات كرة القدم.إي يو (الإنجليزية)
- تومويوشي إكييا على موقع Soccerway.com (الإنجليزية)
- تومويوشي إكييا على موقع عالم كرة القدم.نت (الإنجليزية)

- J.League Data Site (باليابانية)